# Анаксагор (митология)
Вижте пояснителната страница за други значения на Анаксагор.
Анаксагор (на старогръцки: Ἀναξαγόρας, Anaxagoras) в гръцката митология е цар на Аргос през 13 век пр.н.е.
Той е син на Аргей, внук на Мегапент и правнук на Прет и баща на Алектор. По други източници той е син на Мегапент.
По времето на неговото управление жените в Аргос са направени от Дионисий безумни. Мелампод се съгласил да ги излекува, ако той даде на него и на брат му Биант по една трета от царството. Царят се съгласил и той излекувал жените на Аргос.
Царството се разделя на три части, управлявано от Анаксагоридите, Мелампидите и Биантидите.
След смъртта на Анаксагор негов наследник е синът му Алектор.